# II. třída okresu Český Krumlov 2003/2004
V soubojích fotbalové II. třídy okresu Český Krumlov 2003/2004, jedné ze skupin 8. nejvyšší fotbalové soutěže, se utkalo 12 týmů dvoukolovým systémem podzim – jaro. Tento ročník skončil v červnu 2004. Postup do I. B třídy Jihočeského kraje 2004/2005 si zajistil vítězný tým Sokol Křemže, do III. třídy okresu Český Krumlov 2004/2005 sestoupil poslední tým TJ Smrčina Horní Planá „B“.

## Výsledná tabulka
| Poř. | Tým                          | Z  | V  | R | P  | VG | OG | B  |
| ---- | ---------------------------- | -- | -- | - | -- | -- | -- | -- |
| 1.   | Sokol Křemže                 | 22 | 15 | 4 | 3  | 51 | 23 | 49 |
| 2.   | FC Dolní Dvořiště            | 22 | 14 | 4 | 4  | 49 | 19 | 46 |
| 3.   | FC Vyšší Brod                | 22 | 11 | 6 | 5  | 55 | 36 | 39 |
| 4.   | SK Větřní                    | 22 | 10 | 6 | 6  | 35 | 23 | 36 |
| 5.   | TJ Dynamo Světlík            | 22 | 10 | 5 | 7  | 44 | 27 | 35 |
| 6.   | FC Velešín                   | 22 | 10 | 3 | 9  | 43 | 42 | 33 |
| 7.   | FK Nová Ves-Brloh            | 22 | 8  | 5 | 9  | 38 | 54 | 29 |
| 8.   | TJ Sokol Benešov nad Černou  | 22 | 8  | 3 | 11 | 39 | 41 | 27 |
| 9.   | FC Loučovice nad Vltavou „B“ | 22 | 8  | 2 | 12 | 47 | 55 | 26 |
| 10.  | SK Holubov                   | 22 | 5  | 5 | 12 | 28 | 50 | 20 |
| 11.  | Sokol Soběnov                | 22 | 5  | 3 | 14 | 28 | 47 | 18 |
| 12.  | TJ Smrčina Horní Planá „B“   | 22 | 4  | 2 | 16 | 32 | 72 | 14 |

Poznámky:
- Z = Odehrané zápasy; V = Vítězství; R = Remízy; P = Prohry; VG = Vstřelené góly; OG = Obdržené góly; B = Body; (S) = Mužstvo sestoupivší z vyšší soutěže; (N) = Mužstvo postoupivší z nižší soutěže (nováček)

|  | Postup do I. B třídy Jihočeského kraje 2004/2005    |
|  | Sestup do III. třídy okresu Český Krumlov 2004/2005 |